# جون فريدريك فيلهلم شليغل
جون فريدريك فيلهلم شليغل (بالدنماركية: Johan Frederik Vilhelm Schlegel)‏ هو قاضي دنماركي، ولد في 4 أكتوبر 1765، وتوفي في 19 يوليو 1836.